# ファイアーハウス (アルバム)
| 専門評論家によるレビュー | 専門評論家によるレビュー |
| レビュー・スコア         | レビュー・スコア         |
| 出典                     | 評価                     |
| ------------------------ | ------------------------ |
| Allmusic                 | [ 1 ]                    |

ファイアーハウス (FireHouse) は、アメリカのグラム・メタルバンド、ファイアーハウスのデビューアルバムである。1990年にリリースされ、グループがスターとなるきっかけになった。

## 背景
このアルバムは、アメリカでダブルプラチナ、カナダ、日本、シンガポールではゴールドに認定された。
『ファイアーハウス』からは、「シェイク&タンブル」、「ドント・トリート・ミー・バッド」、「オール・シー・ロート」と、バンドの代表曲であるパワーバラード、「ラヴ・オブ・ア・ライフタイム」の4曲がシングルカットされた。
「ドント・ウォーク・アウェイ」は、2008年のダーレン・アロノフスキー監督の映画『レスラー』で使用されている。
また、「オーヴァーナイト・センセーション」は、テレビゲーム『ブルータル・レジェンド』のサウンドトラックにもなっている。

## 収録曲
特に記載のないものは、ビル・レバティーとC・J・スネアによる作曲。
1. ロック・オン・ザ・レディオ (Rock on the Radio) - 4:45
作曲: エリス、フォスター、レバティー、スネア
2. オール・シー・ロート (All She Wrote) - 4:27
3. シェイク&タンブル (Shake & Tumble) - 3:30
作曲: フォスター、レバティー、リチャードソン、スネア
4. ドント・トリート・ミー・バッド (Don't Treat Me Bad) - 3:55
作曲: エリス、フォスター、レバティー、スネア
5. オータ・ビー・ア・ロウ (Oughta Be a Law) - 3:54
作曲: エリス、レバティー、スネア
6. ラヴァーズ・レイン (Lover's Lane) - 4:02
作曲: エリス、フォスター、レバティー、スネア
7. ホーム・イズ・ホエア・ザ・ハート・イズ (Home Is Where the Heart Is) - 4:48
8. ドント・ウォーク・アウェイ (Don't Walk Away) - 4:31
9. シーズンズ・オブ・チェンジ (Seasons of Change) - 1:29
10. オーヴァーナイト・センセーション (Overnight Sensation) - 3:56
作曲: エリス、フォスター、レバティー、スネア
11. ラヴ・オブ・ア・ライフタイム (Love of a Lifetime) - 4:46
12. ヘルプレス (Helpless) - 4:25

## 資格
| 国           | 資格        |
| ------------ | ----------- |
| アメリカ     | 2x プラチナ |
| カナダ       | ゴールド    |
| 日本         | ゴールド    |
| シンガポール | ゴールド    |

## シングル
- シェイク&タンブル
- ドント・トリート・ミー・バッド (米19位)
- ラヴ・オブ・ア・ライフタイム (米5位)
- オール・シー・ロート (米58位)

## 担当
- C・J・スネア - リードヴォーカル、キーボード
- ビル・レバティー - ギター
- ペリー・リチャードソン - ベースギター
- マイケル・フォスター - ドラム、パーカッション

## プロダクション
- エグゼクティブ・プロデューサー: マイケル・キャプラン
- プロデューサー: デヴィッド・プラター
- エンジニア: ダグ・オーバーキルヒャー
- アシスタントエンジニア: エレン・フィットン
- ミキサー: デヴィッド・プラター、 ダグ・オーバーキルヒャー